# Synco van Mesdag
Synco van Mesdag, ook Sijnco, (Groningen, 31 januari 1869 — aldaar, 28 november 1941) was een Nederlandse arts. In Groningen is het Forensisch Psychiatrisch Centrum (FPC) Dr. S. van Mesdag, kortweg de Van Mesdagkliniek, naar hem genoemd.

## Biografie
Van Mesdag werd in 1869 in Groningen geboren als zoon van de graanhandelaar Taco van Mesdag en Titia Margaretha Reijnders, dochter van burgemeester van Appingedam Synco Reijnders (1793-1873). Na zijn studie medicijnen werd hij huisarts in Groningen en was hij werkzaam als geneesheer bij de Rijkswerkinrichtingen in Veenhuizen, het krankzinnigengesticht in Franeker en de strafgevangenis in Groningen. Van Mesdag verbeterde de opleiding van gevangenbewaarders. Naar zijn mening kon de wijze van omgang met psychiatrisch gestoorde gevangenen van invloed zijn op het welbevinden van zowel de gevangenen als de bewaarders. Betere omgangsvormen, leiden naar zijn opvatting, tot meer welzijn van alle betrokkenen. Mesdag was van mening dat het behandelen van de delinquenten zinvoller was dan het opsluiten van hen. In Groningen was Van Mesdag tevens schoolarts.
Van Mesdag kreeg voor zijn wetenschappelijke activiteiten in 1932 een eredoctoraat verleend door de Universiteit van Amsterdam. Bij Koninklijk Besluit werd hij in september 1935 benoemd tot lid van het college van regenten over de gevangenissen te Groningen. Aan de rijksuniversiteit Groningen was hij vanaf 1935 werkzaam privaat-docent in de criminele biologie en de psychologie.
Van Mesdag werd in 1926 benoemd tot Officier in de Orde van Oranje Nassau. De stad Groningen eerde Mesdag met een erepenning, die in 1940 was vervaardigd ter gelegenheid van het 900-jarig bestaan van de stad en die werd uitgereikt vanwege uitmuntende verdiensten voor de stad.
Mesdag overleed in november 1941 na een langdurig ziekbed op 72-jarige leeftijd in het Diaconessenhuis te Groningen. Hij werd op 1 december begraven op de begraafplaats Esserveld in Groningen.